# 中華工程
中華工程股份有限公司，簡稱中華工程、中工，目前為威京總部集團的民營股票上市企業，曾是中華民國經濟部所屬國營事業之一。其主要業務有營造工程、開發建設、都市更新及工業區開發等項目。

## 簡史

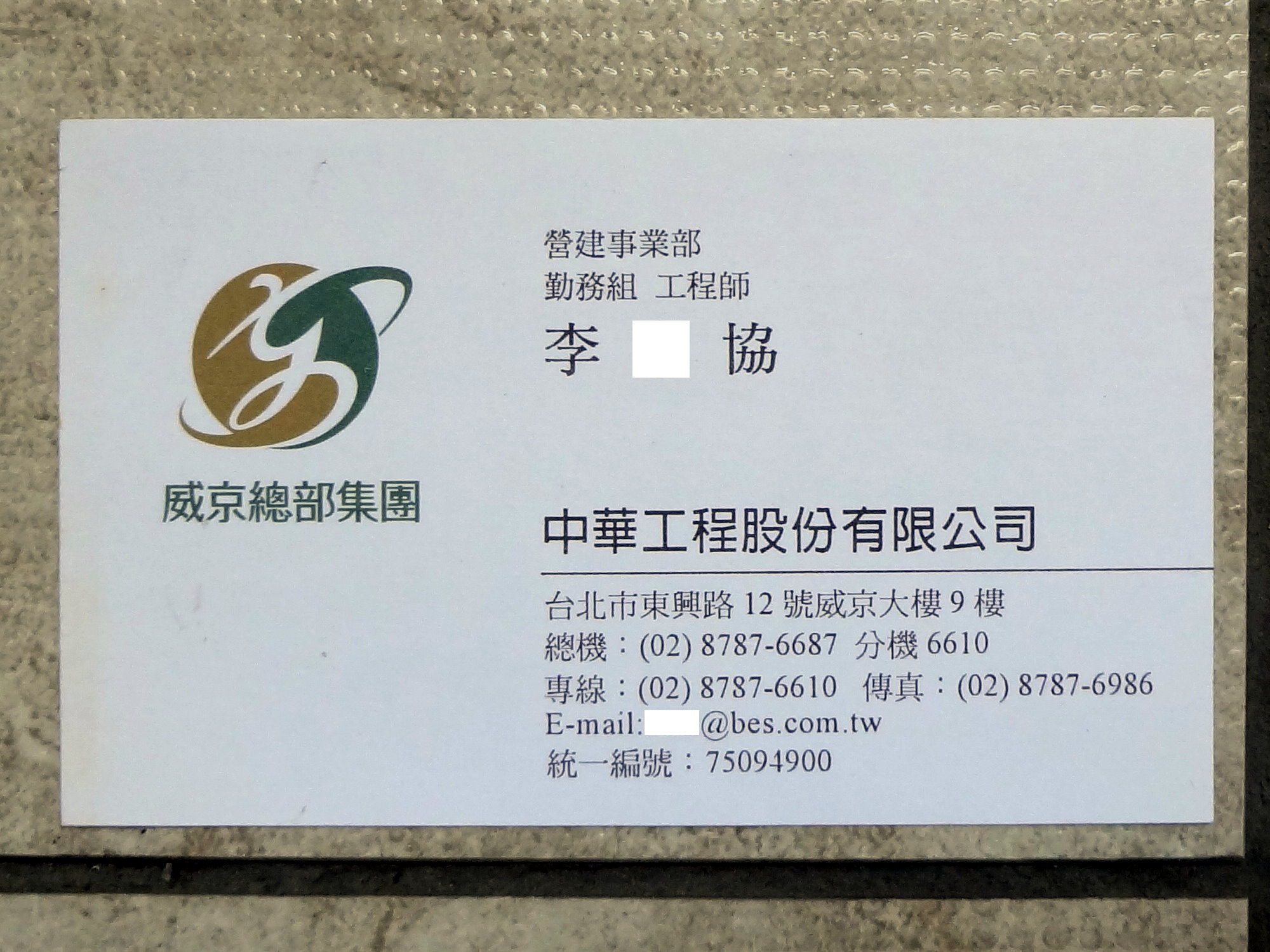
中華工程員工名片

- 1950年，行政院在高雄市成立行政院資源委員會機械修運處（Heavy Equipment Division,HEV），起初以重機械修理、車輛運輸為主要業務。
- 1951年，更名為行政院資源委員會機械工程處，首創以重機械從事土木、建築工程等營建業務，並續以重機械修理與車輛運輸業務為輔。
- 1952年，更名為經濟部機械工程處（Bureau of Engineering Services，BES），隸屬於經濟部，為BES起源。
- 1959年，改組更名為中華機械工程有限公司（BES Engineering Corporation），但仍是經濟部所屬國營企業。
- 1960年，在泰國曼谷成立曼谷分公司。
- 1965年，更名為中華機械工程股份有限公司，實施職位分類制度。
- 1967年，更名為中華工程股份有限公司，並成立技工訓練班。
- 1968年，在馬來西亞沙巴成立沙巴施工處。
- 1970年，成立工業區開發籌備小組。
- 1975年，在沙烏地阿拉伯成立沙烏地阿拉伯分公司。
- 1976年，總部遷至台北市松山區東興路。
- 1982年，在新加坡成立新加坡施工籌備處。
- 1984年，在科威特成立科威特施工處。
- 1992年，補辦股票公開發行。
- 1993年，在臺灣證券交易所股票上市，經濟部開始將持有中華工程股權釋出，推動中華工程民營化；在越南成立越南辦事處。
- 1994年，完成董事會改組，正式成為民營企業。
- 1998年，正式加入威京總部集團；新標誌係威京集團成員共同企业识别系统，廢除國營時期的綠色雙翼標誌。
- 2007年，實收資本額增至新台幣152億5017萬4850元。
- 2010年，額定資本額總額至新台幣300億元。
- 2011年，蔡維力接任總經理。
- 2015年，沈華養接任總經理。
- 2016年，已故前總統嚴家淦四子嚴雋泰接任總經理。
- 2017年，沈華養接任總經理。
- 2020年，朱蕙蘭接任總經理。
- 2021年，以藍天、海洋、綠地意象，發布全新CIS(企業識別系統)。
- 2022年，陳瑞隆接任總經理。
- 2022年，周志明接任總經理。
- 2022年，成立四大利潤中心。

## 歷任董事長
民營化後
1. 姚浙生：1995年-1999年
2. 沈慶京：1999年-2003年
3. 嚴雋泰：2003年-2011年
4. 沈慶京：2011年-2016年
5. 嚴雋泰：2016年-2017年12月
6. 沈華養：2017年-2020年6月
7. 朱蕙蘭：2020年6月-2022年6月
8. 陳瑞隆：2022年6月-2022年9月
9. 周志明：2022年9月-現任

## 代表作品
- 京華城購物中心（2020年拆除，改建京華廣場）[2]
- 亞太會館（2012年拆除，改建為陶朱隱園）
- 陶朱隱園[3]
- 京華廣場[4][5]
- 土城中工雲宇宙AI園區[6]

## 主要承作工程

### 國內
- 中山高速公路工程
- 臺灣桃園國際機場（中正國際機場）第一期、第二期及第三期工程
- 北二高木柵交流道
- 高雄國際機場擴建工程
- 台北市敦化南北路道路擴建工程
- 台灣電力公司總管理處辦公大樓及副樓工程
- 台北世界貿易中心國際貿易大樓工程
- 中國鋼鐵建廠工程
- 明潭抽蓄水力發電廠工程
- 第三核能發電廠工程
- 新竹科學園區開發工程
- 臺灣中油液化天然氣接收站工程
- 高雄市衛生下水道主幹道工程
- 馬鞍水力發電廠土木工程
- 台北市鐵路地下化工程
- 萬板大橋新建工程
- 高雄港貨櫃碼頭工程
- 台北捷運淡水線圓山至劍潭段高架工程
- 台北捷運南港線東延段
- 臺北捷運新莊線CK570D
- 臺北捷運新莊線CK570h
- 臺北捷運新莊線CK570a
- 臺北捷運信義線CR580c[105年10月開工，111年完工]
- 台北小巨蛋
- 台北市市政大樓
- 石門水庫增設取水工程
- 大安溪卓蘭至三義連絡道路新闢工程
- 國道2號拓寬工程
- 碧海水力發電廠工程
- 大鵬灣跨海大橋
- 西濱快速公路WH10-1側車道新建工程
- 西濱快速公路WH10-B主線新建工程
- 西濱快速公路WH10-C主線新建工程

### 國外
- 沙烏地阿拉伯利雅德國際機場
- 利雅德工業城開發工程
- 馬來西亞亞庇及山打根碼頭工程
- 科威特高速公路外環線及連接道路工程
- 泰國宋卡橋工程
- 新加坡福林園共管式住宅建築
- 美國歐哈拉衛斯理社區
- 越南一號國道整建工程…等

## 工安問題

### 新北捷運環狀線鋼箱梁位移
2024年4月3日發生花蓮地震，新北捷運環狀線9個跨鋼箱梁位移，經過253天的修繕，才在12月12日恢復全線通車。新北市政府在2025年1月3日公布第三方鑑定報告指出，損害發生的原因是中華工程公司未按核定施工圖施工，導致支承上、下盤交界面喪失抗剪能力，因而支承失效。新北市政府將與台北市政府共同向中華工程求償新台幣19.27億元。

## 外部連結
- （繁體中文） 中華工程（页面存档备份，存于）
- （繁體中文） 台灣公司資料 （页面存档备份，存于）
- 中華工程股份有限公司的Facebook專頁